# 紅毛港飛鳳寺
22°35′06″N 120°20′32″E / 22.584989°N 120.342180°E
紅毛港飛鳳寺位於臺灣高雄市鳳山區，原位於小港區紅毛港埔頭仔，是當地角頭廟。該寺廟原本主祀觀音佛祖，後來因故改以廣澤尊王為主神。飛鳳寺過去在紅毛港諸廟之中，其建築裝飾是最為精緻者，所以遷村時所領的補償金額也是最高的。
另外飛鳳寺舊址附近原有管府廟，其主神管府千歲現供奉在飛鳳寺內，部分管理委員也加入飛鳳寺的委員會。

## 沿革
飛鳳寺相傳創建於清光緒年間，一說是光緒十六年（1890年）。但是光緒廿年（1894年）《鳳山縣采訪冊》與日昭和十三年（1938年）《臺灣宗教與迷信陋習》（曾景來 著）並未記載飛鳳寺的資料。最初供奉觀音佛祖，神像來自信徒黃順興家中，後來飛鳳寺信徒決定應該另做新神像，原本供奉的觀音佛祖神像便還給黃家。後來傳說光緒年間有一尊廣澤尊王神像漂到紅毛港沙灘，託夢給洪萬法、洪教兩兄弟。兩人依照夢境去找，之後將神像安奉在飛鳳寺。此後據說因為廣澤尊王的靈驗，其事蹟感動觀音佛祖，遂託夢表示願將主神之位讓給廣澤尊王。於是飛鳳寺的主神便改成廣澤尊王，但名稱仍為「寺」。
飛鳳寺原為竹造建築，坐西向東，後來又重建為木造建築。二次大戰後，曾在民國50年（1961年）重建成磚石廟宇。民國71年（1982年）發起重建，至民國73年（1984年）10月完工。而在紅毛港遷村之前，飛鳳寺坐東朝西，建築裝飾為當地各寺廟之中最精緻者。此外飛鳳寺的外五營是各有一間小廟，完整性最高，其界線與祭祀圈相符。
因為紅毛港遷村計畫，飛鳳寺在民國96年（2007年）11月24日舉行遷廟大典，神明安置在國慶十街與紅毛港路交會處的臨時行宮，次年（2008年）5月動工新建新廟。工程期間，臺南下林玉聖宮邀請南安詩山鳳山寺神尊來臺巡香，於民國98年（2009年）7月23日駐蹕紅毛港飛鳳寺。工程於民國101年（2012年）3月9日完成，並舉行入火安座大典。此外為慶祝新廟落成，民國102年（2013年）舉行盛大的謁祖進香與遶境活動，130人於該年3月28日抵達詩山鳳山寺，3月29日到安溪太王陵祭祖，3月30日返回高雄，次日遶境。

## 祭祀
飛鳳寺除主神廣澤尊王、原主神觀音佛祖之外，還有供奉朱府千歲。這尊朱府千歲，是信徒吳萬居到枋寮捕魚時生病，後來因認為是朱府千歲顯靈救了他，遂將朱府千歲迎回飛鳳寺。此外遷村前，就廟後方有間「管府廟」，其主神管府千歲與十三太保（廣澤尊王的兒子們）一起供奉在右偏殿。新廟左偏殿則是「臺灣第一聖寢」，供奉廣澤尊王之妻「妙應仙妃」。

### 交陪
在紅毛港遷村之前，飛鳳寺基本上主要僅與臺南西羅殿有所交流。之後在下林玉聖宮、苓雅寮保安堂引介下，與臺灣其他廣澤尊王廟宇（臺南開基永華宮、雲林土庫鳳山寺、旗津七柱鳳山寺、大坪頂鳳騰宮等廟）和福建南安詩山鳳山寺建立關係

### 昔日五營
飛鳳寺過去在紅毛港的五營資料如下：
| 方位     | 東營                              | 南營                              | 西營                              | 北營                              | 中營   |
| 旗（臉） | 青                                | 紅                                | 白                                | 黑                                | 黃     |
| 元帥     | 溫瓊                              | 康席                              | 馬華光（三眼）                    | 趙光明                            | 李哪吒 |
| 門聯     | 東戍鐵騎尊虎旅， 營傳青令拜靜韜。 | 南內龍驤披鐵甲， 營中虎旅逞干戈。 | 西護人民安合境， 營多兵將保全村。 | 北揮黑令妖氛息， 營奉趙公瑞氣氤。 |        |

## 其他
飛鳳寺新廟東北角因水路不通有漏水現象，飛鳳寺總幹事對此事聯想到詩山鳳山寺有廣澤尊王與月復安溪司公鬥法，致鳳山寺東北角燒毀的傳說，兩者似乎在遙相呼應。

## 外部連結
- 官方网站
- 紅毛港飛鳳寺的Facebook專頁